# Ryszard Tomczyk
Ryszard Tomczyk (Trzebnica, 27 aprile 1950) è un ex pugile polacco.
Nel 1971 vinse il campionato europeo dilettanti nella categoria dei pesi piuma. L'anno seguente partecipò alle Olimpiadi di Monaco di Baviera dove fu sconfitto al terzo turno dal futuro campione olimpico Boris Kuznetsov.
Negli anni seguenti conquistò due ulteriori medaglie ai campionati europei dilettanti nella categoria dei pesi leggeri: argento nel 1973 e bronzo nel 1975.

## Palmarès
Europei dilettanti
- 3 medaglie:
  - 1 oro (pesi piuma a Madrid 1971).
  - 1 argento (pesi leggeri a Belgrado 1973).
  - 1 bronzo (pesi leggeri a Katowice 1975).